# Krytonosek buszowy
Krytonosek buszowy (Scytalopus opacus) – gatunek małego ptaka z rodziny krytonosowatych (Rhinocryptidae). Występuje  w Andach w Kolumbii i Ekwadorze. W Czerwonej księdze gatunków zagrożonych IUCN klasyfikowany jest jako gatunek najmniejszej troski (LC, ang. Least Concern).

## Systematyka
Takson ten po raz pierwszy zgodnie z zasadami nazewnictwa binominalnego opisał amerykański ornitolog John Todd Zimmer w 1939 roku na łamach „American Museum Novitates”. Autor nadał mu nazwę Scytalopus magellanicus obscurus, uznając go za podgatunek krytonoska magellańskiego, a jako miejsce typowe podał Tambillo w górnym biegu Río Upano w Ekwadorze. Okazało się jednak, że epitet gatunkowy obscurus jest już zajęty przez Sylvia obscura King, 1828, tak więc w 1941 roku na łamach tego samego czasopisma Zimmer ukuł nową nazwę: Scytalopus magellanicus opacus. Później ze Scytalopus magellanicus został wyodrębniony krytonosek siwy (Scytalopus canus) wraz z krytonoskiem buszowym jako podgatunkiem. W 2010 roku N. Krabbe i C.D. Cadena wykazali jednak, że krytonoski siwy i buszowy znacząco różnią się wokalizacją i pod względem genetycznym (ponad 5% różnicy w mtDNA), i uznali je za osobne gatunki. Jednocześnie opisali podgatunek krytonoska buszowego – Scytalopus opacus androstictus. W tym samym roku South American Classification Committee (SACC) zaakceptował krytonoska buszowego (Scytalopus opacus) jako nowy gatunek. Obecnie krytonosek buszowy jest zwykle traktowany jako gatunek monotypowy, gdyż Scytalopus opacus androstictus w 2020 roku został uznany przez Krabbego i współpracowników za osobny gatunek – Scytalopus androstictus (krytonosek smolisty), a propozycję tę zatwierdził SACC. Na wykorzystywanej przez IUCN liście ptaków świata opracowywanej przy współpracy BirdLife International z autorami Handbook of the Birds of the World krytonosek smolisty nadal traktowany jest jako podgatunek krytonoska buszowego.

### Etymologia
- Scytalopus: gr. σκυταλη skutalē lub σκυταλον skutalon „kij, pałka”; πους pous, ποδος podos „stopa”[14].
- opacus: łac. opacus – „ciemny, niejasny”[15].

## Morfologia
Mały ptak, którego górna szczęka jest czarniawa, a żuchwa brązowawa. Nogi i stopy bladobrązowawe. Występuje dymorfizm płciowy. Samiec jest cały ciemnoszary. Szczyt głowy nieco ciemniejszy, podobnie ogon. Dolne części ciała nieco jaśniejsze, zad i pokrywy podogonowe lekko ochrowe, płowe lub cynamonowobrązowe z gęstymi czarniawymi pręgami. Samice są jaśniejsze, mają brązowawy grzbiet, skrzydła, kuper i ogon, podobnie jak u krytonoska siwego (Scytalopus canus).

## Zasięg występowania
Krytonosek siwy występuje w Andach Środkowych od Caldas w Kolumbii na południe do prowincji Loja w Ekwadorze. Zasięg występowania (EOO, Extent of Occurrence) według szacunków organizacji BirdLife International obejmuje około 188 tys. km², występuje w zakresie wysokości od 2600 do 4000 m n.p.m.

## Ekologia i zachowanie
Jego głównym habitatem są zarośla z rodzaju Escallonia i wrzosowatych, a czasami spotykany jest w lasach Polylepis. Lokalnie schodzi w niższe partie lasów wilgotnych. Jest bardzo mało informacji o diecie tego gatunku, w żołądkach przebadanych osobników znaleziono resztki stawonogów, a w żołądku młodocianego ptaka resztki jagód. Żeruje głównie na gałęziach pokrytych mchem, wśród gałęzi i w gęstych krzakach. Długość pokolenia jest określona na 3,2 lat.

### Rozmnażanie
Prawie nic nie wiadomo o rozmnażaniu tego gatunku. Samice z plamą lęgową i młodociane osobniki były obserwowane w marcu, maju i listopadzie.

## Status
W Czerwonej księdze gatunków zagrożonych IUCN krytonosek buszowy jest uznawany za gatunek najmniejszej troski (LC, ang. Least Concern). Wielkość populacji nie została oszacowana, jednak gatunek ten jest opisywany jako dość pospolity. Ze względu na brak dowodów na spadki liczebności bądź istotne zagrożenia dla gatunku BirdLife International ocenia trend populacji jako prawdopodobnie stabilny.